# Zetteboot
Van de zetteboot is alleen bekend dat het een vroegmiddeleeuws klein zeilend binnenvaartscheepje was.
Het wordt genoemd in het "Reglement voor de scheepvaart" en de "heffing der tollen" op het Zwin van 1252 en de rekening van de "Landsheerlijke tollen" in Gelderland. Het werd daar in dezelfde klasse ingedeeld als de lastage boten, schuiten, veerschepen, bootkens, houtemers, en seykens. Het is aannemelijk, maar niet meer te bewijzen, dat de naam verband houdt met het opboeien van de schepen (verhogen van de zijkanten met verticaal boeisel). Dit werd vroeger een zettelbord genoemd.
Het was voor de voornoemde tollen belangrijk in verband met de hoogte van de heffing of het schip was opgeboeid. Evenals het doorbalkt zijn (een dek), of het hebben van een stevenroer.

## Bron
- G.D. van der Heide, Scheepsarcheologie, 1974 ISBN 90-6010-182-0